# Abu l-Qasim ad-Dibadschi
Ajatollah Sayyid Abu l-Qasim ad-Dibadschi (arabisch أبو القاسم الديباجي Abū l-Qāsim ad-Dībādschī, DMG Abū l-Qāsim ad-Dībāǧī; auch Abu Al-Qasim Al-Deebaji) ist Imam der Zain-al-Abidin-Moschee in Kuwait.
Er ist Generalsekretär der Weltorganisation für pan-islamische Rechtsprechung (World Organization of Pan-Islamic Jurisprudence; Abk. WOP-IJ).
Er war einer der 138 Unterzeichner des offenen Briefes Ein gemeinsames Wort zwischen Uns und Euch (englisch A Common Word Between Us & You), den Persönlichkeiten des Islam an „Führer christlicher Kirchen überall“ (englisch: „Leaders of Christian Churches, everywhere …“) sandten (13. Oktober 2007).